# Dihtiv, Volodîmîr-Volînskîi
Dihtiv (în ucraineană Дігтів, poloneză Dziegciów) este un sat în comuna Zaricicea din raionul Volodîmîr-Volînskîi, regiunea Volînia, Ucraina.

## Demografie
Componența lingvistică a localității Dihtiv
     Ucraineană (99,71%)
     Alte limbi (0,29%)
Conform recensământului din 2001, majoritatea populației localității Dihtiv era vorbitoare de ucraineană (99,71%), existând în minoritate și vorbitori de alte limbi.